# Nazperver Kadınefendi
Nazperver Kadınefendi (osmanská turečtina: نازپرور قادین‎; význam v perštině: "šlechtitel milosti" rozená princezna Emine Chkhotua; 12. června 1870, Beşiktaş – 9. března 1929, Üsküdar) byla čtvrtou manželkou sultána Mehmeda V.

## Život
Narodila se 12. června 1870 v Beşiktaşu jako Emine Chkhotua. Byla členkou abchazského knížecího rodu Chkhotua. Její otec byl kníže Ismail Bey Chkhotua a matka kněžna Aliye Hanım Dziapş-lpa, dcera knížete Mahmud Dziapş-lpa. Měla sestru jménem Behiye Hanım. Byla neteří z matčiny strany Dürrünev Kadınefendi, první manželky sultána Abdulazize.
Roku 1874 byla ona a její sestra odvedena do Istanbulu a obě byly svěřeny do výchovy její tety Dürrünev Kadınefendi. Podle osmanských tradic jí bylo změněno jméno na Nazperver.
Dne 30. května 1876 došlo k sesazení sultána Abdulazize a jeho vlády. Novým sultánem se stal jeho synovec Murad V. Následující den byl přemístěn do paláce Feriye. Její teta Dürrünev a další ženy z Abdulazizova harému nechtěli opustil palác Dolmabahçe. Následně byly všechny násilně odvedeny do paláce Feriye. Při cestě byly prohledány a vše cenné jim bylo odňato. Nazperver odešla se svou tetou. Dne 4. června 1876 zemřel za záhadných okolností sultán Abdulaziz.
Jednoho dne roku 1888 odešel Şehzade Mehmed do paláce Feriye navštívit Dürrünev Kadınefendi. Když zde uviděl osmnáctiletou Nazperver, ihned se zamiloval. Požádal Dürrünev aby si ji mohl vzít za manželku. Dürrünev jeho žádosti vyhověla a stejného roku byl pár oddán v pokojích korunního prince v paláci Dolmabahçe. Nazperver roku 1888 porodila dceru Refii Sultan, která krátce po porodu zemřela.
Dne 27. dubna 1909 po nástupu Mehmeda na trůn, získala titul "Čtvrtá choť". Po smrti Dürrüaden Kadınefendi roku 1909 získala titul "Třetí choť".
Poté, co roku 1914 vstoupila Osmanská říše do 1. světové války se ženy stávaly členy několika organizací. Nazperver se stala členkou Ženské organizace pro národní spotřebu (turecky: İstihlak-ı Milli Kadınlar Cemiyeti). Účelem organizace bylo podporovat využívání místně vyráběného zboží.
Učitelka z Palácové školy Safiye Ünüvar, která potkala Nazperver roku 1915 jí popsala jako kyprou a vysokou ženu. Podle Ünüvar nebyla obzvlášť učenlivá ale měla v sobě rafinovaný a laskavý nádech, který působil dobrým dojmem.
Dne 30. května 1918 se Nazperver v harému paláce Yıldız setkala s císařovnou Zitou Bourbonsko-Parmskou, která byla na návštěvě Istanbulu se svým manželem císařem Karlem I. Během návštěvy císařovny s ní komunikovala francouzsky, což jí naučila její teta Dürrünev Kadın.
Dne 3. července 1918 byla přítomna spolu s Dilfirib Kadınefendi (pátá manželka) u smrti sultána Mehmeda.
Po smrti svého manžela odešla do sídla Vaniköy, kde zemřela 9. března 1929. Byla pohřbena na istanbulském hřbitově Yahya Efendi.